# 羅薩蒂 (密蘇里州)
羅薩蒂（英語：Rosati）是位於美國密蘇里州費爾普斯縣的非建制地區。

## 歷史
羅薩蒂的郵局於1931年設立，其後於1966年停運。

## 地理
羅薩蒂所處的海拔為高於海平面326米（即1070英呎），而該地所採用的時區為UTC-6，即北美中部時區（CST）。同時該地設有夏令時間，為UTC-6調快一小時，即UTC-5（CDT）。